# Overworks
Overworks (conhecido anteriormente como AM7) foi um estúdio de criação de jogos da Sega responsável por jogos como Skies of Arcadia, Streets of Rage e alguns jogos das séries Shinobi, Sakura Wars e Phantasy Star. Em 2004, a Overworks foi fundida com a Wow Entertainment (AM1), conhecida pela série House of the Dead e deu origem à Sega Wow.

## Jogos

### Jogos criados como AM7
- Super Wonder Boy in Monster World — (1988) — Sega Master System
- Super Shinobi — (1989) — Sega Mega Drive
- Streets of Rage — (1991) — Sega Mega Drive
- Streets of Rage 2 — (1993) — Sega Mega Drive
- Super Shinobi II — (1993) — Sega Mega Drive
- Streets of Rage 3 — (1994) — Sega Mega Drive
- Clockwork Knight — (1995) — Sega Saturn
- Blazing Heroes — (1995) — Sega Saturn
- World Advance Taisen — (1995) — Sega Saturn
- Sakura Taisen — (1996) — Sega Saturn
- J-League Pro Soccer — (1996) — Sega Saturn
- Blazing Heroes 2 — (1996) — Sega Saturn
- World Advance Taisen Files — (1996) — Sega Saturn
- Advanced World War — (1997) — Sega Saturn
- J-League Pro Soccer 2 — (1997) — Sega Saturn
- Sakura Taisen Columns — (1997) — Sega Saturn
- Deep Fear — (1998) — Sega Saturn
- Sakura Taisen 2 — (1998) — Sega Saturn
- Guru Guru Onsen — (1999) — Sega Dreamcast

### Jogos criados como Overworks
- Sakura Taisen — (2000) — Sega Dreamcast
- Skies of Arcadia — (2000) — Sega Dreamcast

### Jogos desenvolvidos na Sega Wow
- Kunoichi — (2004) — PlayStation 2